# 藤田聖理
藤田 聖理（ふじた ひじり、3月4日 - ）は滋賀県出身の子役、タレント、である。日本放映プロ株式会社に所属。

## 人物
- 血液型・A型。身長・155cm
- 特技はピアノ、スイミング、英語、韓国語
- 2010年より芸能活動開始。NHK朝の連続テレビ小説「ごちそうさん」では、ヒロインの友人チヨ役を演じている[1]。

## 主な作品

### テレビ
- ぷくフェス特別番組（MBS｜2023年）
- ごちそうさん（NHK|2013年）-チヨ役
- べっぴんさん（NHK|2017年）
- news every.（日本テレビ|2017年）子供レポーター
- おうみ発610 (NHK|2014年～2015年)-クイズで知るびわこ、子供レポーター
- おはよう朝日です（NHK|2015年）-再現コーナー
- 大阪ほんわかテレビ（読売テレビ|2011年）-かん地蔵コーナー

### CM
- 学研
- カルビー
- 伯方の塩

### 舞台
- 虹の架け橋（かおる役）
- 勇気レンジャー（はる役）

### イベント
- PUKUFES（緑地公園野外音楽堂）